# 深圳舞王倶楽部火災
深圳舞王倶楽部火災は、2008年9月20日に中華人民共和国・広東省深圳市竜崗区竜崗街道竜東社区に位置する舞王倶楽部で起きた大規模な火災事故のこと。
舞王倶楽部は2007年9月8日に開業したダンスホールだったが、営業許可証や文化経営許可証、消防の検査の合格証のない不法経営店舗であった。
2008年9月20日夜、900数人の客が舞王倶楽部内で飲酒や歌舞の公演を観覧をしていたが、約23時に3階の舞台で花火を放ったところ火災が発生し、現場の出口は10メートルの細長い通路だったため脱出は困難で、43人が死亡し88人が負傷する大惨事となった。死者の大部分は煙を吸い込んだための窒息であった。死傷者のうちの5名は香港人であった。